# Ženijní skupinové velitelství
Ženijní skupinové velitelství (zkratka ŽSV) je označení pro orgán, který byl zřizován v meziválečném Československu Ředitelstvím opevňovacích prací (ŘOP) a měl na starost organizování a řízení opevňovacích prací v jednotlivých stavebních úsecích přímo v terénu. ŽSV byla zřizována pouze v úsecích, kde mělo být vystavěno těžké opevnění, výstavbu lehkých objektů realizovaly vojenské sbory.
Ženijní skupinová velitelství byla podřízena ŘOP. ŘOP stanovovalo průběhy linií připravovaného opevnění, vydávalo různé směrnice a nařízení a v neposlední řadě také ve všeobecné rovině řídilo projekční plány objektů. Důstojníci ze ŽSV naopak byli v terénu, kde přesně zaměřovali budoucí staveniště a vůbec celou linii opevnění. Po zaměření vypracovávali podrobné plány každého těžkého objektu. Následně se podíleli i na vyhlašování soutěží pro výstavbu pevnostních úseků, přejímali materiál a dohlíželi nad stavbou bunkrů.
Práce na opevnění (lehkých i těžkých objektech) byly zadávány civilním stavebním firmám, které si zajišťovaly běžně dostupný materiál (písek, řezivo, atd.). Armovací železo, speciální cement či různé speciální prvky (střílny, dveře, granátové skluzy, atd.) dodávala samotná armáda.
ŽSV byla zakládána postupně. Jako první byla zřízena ŽSV ve Starém Městě a Hlučíně 18. dubna 1935, která vznikla z opevňovacích skupin Zemských vojenských velitelství v Praze a Brně. Následně vznikala další ŽSV až do roku 1938, včetně dvou ženijních skupin (ŽS) na Slovensku.

## Ženijní skupinová velitelství
| Číslo a sídlo                      | Datum zřízení   | Zahájení výstavby | Datum zrušení     | Označení objektů |
| ---------------------------------- | --------------- | ----------------- | ----------------- | ---------------- |
| ŽSV I Staré Město pod Sněžníkem    | 18. dubna 1935  | 19. dubna 1938    |                   | StM, Do, K       |
| ŽSV II Hlučín                      | 18. dubna 1935  | říjen 1935        |                   | MO               |
| ŽSV III Králíky                    | 26. června 1935 | 17. června 1936   |                   | K                |
| ŽSV IV Opava                       | 27. května 1936 | 15. března 1937   |                   | OP               |
| ŽSV V Náchod                       | 3. června 1936  | 19. dubna 1937    |                   | N, T, MD         |
| ŽSV VI Trutnov                     | 3. června 1936  | 1. září 1937      |                   | T, KrK-L         |
| ŽSV VII Liberec                    | 3. června 1936  | 20. května 1938   |                   | Li, KrK-K        |
| ŽSV VIII Most                      | 3. června 1936  | –                 | 1. listopadu 1936 | KH               |
| ŽSV VIII Deštné v Orlických horách | 19. dubna 1937  | –                 | 15. května 1938   | N, MD            |
| ŽSV IX Domažlice                   | 12. června 1936 | –                 | 1. listopadu 1936 |                  |
| ŽSV IX Maršov                      | 19. dubna 1937  | –                 | 15. května 1938   | T, KrK-L         |
| ŽSV X Rokytnice v Orlických horách | 1. dubna 1937   | září 1936         |                   | R                |
| ŽSV XI Hrušovany nad Jevišovkou    | 11. dubna 1938  | 15. června 1938   |                   | MJ, DM, HD       |
| ŽS 1 Parkáň                        | květen 1936     | –                 | srpen 1936        | –                |
| ŽS 21 Bratislava                   | 15. září 1936   | 15. října 1936    | 4. června 1938    | B, Ko            |

ŽSV VIII Most a IX Domažlice byla zrušena z důvodu zastavení příprav projektů těžkých objektů v těchto oblastech (Krušné hory a Šumava). Na jaře následujícího roku vznikla nová ŽSV VIII a IX v Deštném a Maršově pro přípravu těžkých objektů v těžko přístupných zalesněných a horských úsecích ŽSV V Náchod a ŽSV VI Trutnov. Po dokončení projektové dokumentace k zadaným objektům byla ŽSV VIII a IX definitivně zrušena a projekty předány „domácím“ ŽSV V a VI.
ŽSV X Rokytnice v Orlických horách vzniklo rozdělením rozsáhlého úseku ŽSV III Králíky v roce 1937. Předtím probíhala projekční příprava i samotná stavba v režii ŽSV III.
ŽS 21 Bratislava byla zrušena v červnu 1938, neboť výstavba plánovaných těžkých objektů byla v tomto prostoru zcela dokončena.